# Sachil Alachwerdowi
Sachil Alachwerdowi (georgisch სახილ ალახვერდოვი, englisch Sakhil Alakhverdovi; * 9. Januar 1999 in Tiflis) ist ein georgischer Boxer.

## Karriere
Sachil Alachwerdowi wurde 2013 Georgischer Schülermeister sowie 2014 und 2015 Georgischer Juniorenmeister. Er gewann 2015 die Goldmedaille (Gewichtsklasse bis 46 kg) bei den Junioren-Europameisterschaften in Lwiw, 2016 die Silbermedaille im Halbfliegengewicht bei den Jugend-Europameisterschaften in Anapa, und 2017 die Goldmedaille im Halbfliegengewicht bei den Jugend-Europameisterschaften in Antalya. Weiters war er Teilnehmer der Junioren-Weltmeisterschaften 2015 in Sankt Petersburg und der Jugend-Weltmeisterschaften 2016 in Sankt Petersburg.
Bei den EU-Meisterschaften 2018 in Valladolid, den U22-Europameisterschaften 2018 in Târgu Jiu und den Europaspielen 2019 in Minsk gewann er jeweils die Silbermedaille im Halbfliegengewicht.
Nach erfolgreicher Qualifizierung nahm er im Fliegengewicht an den Olympischen Spielen 2020 in Tokio teil, wo er in der Vorrunde gegen Hu Jianguan ausschied. 2021 startete er im Minimumgewicht bei den Weltmeisterschaften in Belgrad, wo er nach einer Halbfinalniederlage gegen Wuttichai Yurachai eine Bronzemedaille gewann.
Seine bisher größten Erfolge waren der Gewinn der Goldmedaille im Minimumgewicht bei der Europameisterschaft 2022 in Jerewan und der Gewinn der Silbermedaille in derselben Gewichtsklasse bei der Weltmeisterschaft 2023 in Taschkent.
Beim Olympiaqualifikationsturnier 2024 in Busto Arsizio verlor er gegen Nicat Hüseynov und bei der Europameisterschaft 2024 in Belgrad gegen Baregham Harutyunyan.